# Деми, Аль
Аль (Али) Деми (алб. Ali Demi; 28 января 1918, Чамерия — 19 декабря 1943, Влёра) — албанский партизан-антифашист, участник Второй мировой войны, Народный Герой Албании (посмертно).

## Биография
А. Деми учился в средней школе им. Кемаля Стафа в Тиране (Албания).
Под влиянием антимонархических, социалистических и демократических идей, популярных в Албании накануне войны стал участником Движения Сопротивления в Греции и Албании во время итало-немецкой оккупации в период Второй мировой войны. Сражался в составе Народно-освободительной армии Греции, созданной Национально-освободительным фронтом Греции (EAM).
Погиб 19 декабря 1943 года.
К концу оккупации в мае 1944 в составе ELAS был сформирован греко-албанский IV батальон имени «Али Деми» численностью 460 человек.
После прихода в 1944 к власти коммунистов ему было присвоено звание Героя Албании.
В память о герое назван один из парков в Тиране.